# پرش! (فیلم)
پرش! (به انگلیسی: Jump!) فیلمی محصول سال ۲۰۰۸ و به کارگردانی جاشوا سینکلر است. در این فیلم بازیگرانی همچون بن سیلورستون، مارتین مک‌کاچن، پاتریک سوویزی، هاینتس هونیگ و ریچارد جانسون ایفای نقش کرده‌اند.